# Ochanostachys
Ochanostachys là một chi thực vật thuộc họ Olacaceae nghĩa rộng hay họ Coulaceae Tiegh. (1897).

## Các loài
Chi này chỉ có 1 loài sau:
- Ochanostachys amentacea, Mast.: Sinh sống tại miền tây Malaysia.